# Sebastián Junyent Rodríguez
Sebastián Junyent Rodríguez (Madrid, 11 de juny de 1948 - Villanueva de la Cañada, Madrid, 13 de juny de 2005) va ser un autor, director i actor teatral.

## Biografia
Va començar treballant com a actor (després del seu pas per la Real Escola d'Art Dramàtic) en les companyies d'Antonio Garisa o Paco Martínez Soria. Els seus primer passos com a autor es remunten a l'àmbit del cafè teatre, però el reconeixement li arriba en els vuitanta en guanyar el premi Lope de Vega per amb Hay que deshacer la casa (1983), un èxit que es va convertir en pel·lícula i que va traspassar fronteres arribant a estrenar-se en les principals capitals europees i americanes. Altres obres seves són Señora de..., (1987) Gracias abuela (1990), Sólo, sólo para mujeres (1993), Pa siempre, etc.
També va destacar en l'àmbit de l'adaptació d'obres teatrals com Las amargas lágrimas de Petra Von Kant (1986) i Trato carnal (1995).
Sebastián Junyent va dedicar gran part de la seva trajectòria al món de la televisió on va dirigir programes d'èxit com Telecupón, Queridísimos, Hugolandia, Miss España o Cine de barrio. Els seus més grans assoliments en aquest terreny li van arribar com a director i guionista de sèries de televisió tan aclamades com Hostal Royal Manzanares o Academia de baile Gloria protagonitzades per Lina Morgan, a la que també va dirigir en la sèrie Una de dos.